# Dietrich Helms
Dietrich Helms (* 13. März 1933 in Osnabrück; † 10. August 2022 in Hamburg) war ein deutscher Grafiker, Maler, Objektkünstler und Professor.

## Leben und Werk
Dietrich Helms wurde 1933 in Osnabrück geboren und verbrachte seine Schulzeit in Nordhorn und Osnabrück. Von 1952 bis 1958 studierte er an der Hochschule für bildende Künste Hamburg und an der Kunsthochschule Kassel. Nach einem Studium der Germanistik und Literaturwissenschaften an der Universität Hamburg legte er das Staatsexamen ab. Ab 1958 war Helms zunächst als Studienreferendar und ab 1. Oktober 1960 als Studienassessor (Gymnasiallehrer) am Kaiser-Wilhelm-Gymnasium in Hannover tätig und wurde 1965 als Professor an die Hochschule für bildende Künste Hamburg berufen, wo er bis 1998 tätig war. Zwischen 1965 und 1975 verfasste Helms parallel zur eigenen künstlerischen Tätigkeit Texte zur zeitgenössischen Kunst und Kunstkritiken für die Frankfurter Allgemeine Zeitung.
1968 war er Mitglied des Documenta-Rates, des Internationalen Kunstkritikerverbandes und Vorstandsmitglied der Stiftung Kunstfonds in Bonn. Bis zu seinem Tod war er Mitglied des Deutschen Künstlerbundes. Dietrich Helms war Gründungsmitglied des Internationalen Künstler Gremiums und von 1978 bis 1981 dessen Präsident. Er arbeitete an der Konzeption wichtiger Ausstellungen mit. Zu nennen sind „Die zwanziger Jahre in Hannover“ 1962, die documenta 5 im Jahr 1968 und die mehrteilige Ausstellung „Typografie kann unter Umständen Kunst sein“ in Wiesbaden, Hannover und Zürich in den Jahren 1989 und 1990.
Seit 1978 arbeitete Dietrich Helms in Zusammenarbeit mit dem Museum Wiesbaden den Nachlass des Osnabrücker Künstlers Friedrich Vordemberge-Gildewart auf und verfasste unter anderem dessen Werkverzeichnis.

„In der eigenen Kunstproduktion kam Dietrich Helms nach Strukturzeichnungen und Farbtafeln zu materialgebundenen Objekten, später zu Bildserien, die aus direktem Eingehen auf Möglichkeiten von Materialprozessen resultierten und zu Zeichenfolgen, die jeweils innerhalb eines konzeptuellen Rahmens offene Ergebnisse ermöglichten.“

## Ausstellungen (Auswahl)

### Einzelausstellungen
- 1970: Sachen, Kabinett für aktuelle Kunst, Bremerhaven
- 1980: Zeichenaktion auf der Spur von Malewitschs Schwarzem Quadrat, Kunstmuseum Düsseldorf, Düsseldorf
- 1984: Künstlerreliquiar, Städtisches Museum Abteiberg, Mönchengladbach
- 1998: Unterderhand. Werke seit 1960, Museum Wiesbaden, Wiesbaden
- 2013: Künstlerräume, Museum Wiesbaden, Wiesbaden
- 2013: kreuzweis etc. – Strukturzeichnungen, Farbtafeln, Faltungen, Felix-Nussbaum-Haus, Osnabrück[7]
- 2014: Dietrich Helms. Der unscheinbare Radikale, Raum im Kunstmuseum Bremerhaven, Bremerhaven

### Gruppenausstellungen
- 1977: documenta 6, Kassel[8]
- 1977: Naturbetrachtung – Naturverfremdung, Württembergischer Kunstverein Stuttgart, Stuttgart
- 1992: Only Paper? Papier als künstlerisches Medium, Villa Zanders, Bergisch Gladbach
- 1994: Die Bücher der Künstler, Institut für Auslandsbeziehungen Stuttgart (Wanderausstellung)
- 2006: Kunst in Hamburg. Heute II, Hamburger Kunsthalle, Hamburg
- 2007: Die 1960er Jahre in Hannover, Sprengel Museum Hannover, Hannover
- 2011: From Page to Space. Publizierte Papierskulpturen, Weserburg Museum für moderne Kunst, Bremen